# Center za teoretsko sociologijo
Center za teoretsko sociologijo (kratica CTS) je raziskovalna enota, ki deluje v sklopu Inštituta za družbene vede Fakultete za družbene vede v Ljubljani.
Center izvaja številne raziskave na različnih področjih teoretske sociologije. Vodja centra je bil mdr. Frane Adam.